# Varianta de ocolire a municipiului Brașov
Varianta de ocolire a municipiului Brașov (VO1K) este o șosea de centură ce ocolește municipiul Brașov, destinată în special traficului de marfă și de tranzit. Are o lungime totală de 24,3 km, pe care se poate circula pe câte două benzi pe sens.
Lucrările au fost începute în anul 2003 și au fost finalizate în anul 2016, prin inaugurarea tronsonului I.

## Tronsoane

### Tronsonul I: DN1–DN11

#### Segmentul 1 DN1–DJ103A
În data de 29 august 2006, a avut loc inaugurarea tronsonului numit „ocolitoarea mică”, ce face legătura între Drumul Național 1, la intrarea în oraș dinspre Predeal, și Drumul Județean 103A, spre Zizin. Construcția acestui tronson a fost demarată în noiembrie 2005, lucrările la pasajul din zona Dârste fiind începute încă din anul 2003.
Tronsonul are o lungime de 4,7 km și include podul peste râul Timișul Sec și pasajul din zona Dârste. De la intersecția cu Drumul Județean 103A, ocolitoarea continuă pe drumul ce trece pe lângă CET Brașov, pană la intersecția cu Drumul Național 11, spre Bacău. Costurile totale ale lucrării au fost în valoare de 32,6 milioane lei.
De asemenea, la începutul acestui tronson este planificată modificarea intersecției din zona Dârste, pentru a permite accesul mai rapid dinspre ocolitoarea municipiului Săcele spre cea a municipiului Brașov și invers. Un proiect în această privință există din luna aprilie 2012 și se estimează finalizarea sa odată cu darea în folosință a întregului tronosn I.

#### Segmentul 2 DN1–DN11
Al doilea segment al tronsonului se desprinde din ocolitoarea mică la km 2+100 printr-o intersecție in T, intesectează Drumul Județean 103A cu un sens giratoriu, traversează zona Timiș Triaj cu un pasaj superior și intersectează Tronsonul II al variantei de ocolire cu un pasaj superior peste Magistrala CFR 400 și Drumul Național 11, spre Bacău. Lungimea tronsonului este de 7,3 km. Costul total al lucrărilor de pe acest tronson este de 129,6 milioane lei.
Tronsonul a fost atribuit spre construire companiei austriece Alpine Bau la data de 10 martie 2012, iar lucrările au început la data de 28 martie 2012. În cursul anului 2013 însă, compania austriacă a intrat în insolvență, iar contractul cu aceasta a fost reziliat la data de 10 iulie 2013. Lucrările pe acest tronson sunt finalizate în proporție de 56%, iar Compania Națională de Autostrăzi și Drumuri Naționale a relicitat partea rămasă de executat, evaluarea ofertelor depuse fiind încheiată la data de 16 iunie 2014. La data de 7 iulie 2014, contractul a fost atribuit unei asocieri de patru companii, formată din Chirulli Andrea Impresa Individuale, Aleandri S.p.A., Shelter Construct și Pasquale Alo'. Valoarea contractului este de 59,5 milioane lei, iar durata de execuție a lucrărilor este de 12 luni.

### Tronsonul II: DN11–DN13
Cel de-al doilea tronson al variantei de ocolire, ce leagă Drumul Național 11 de Drumul Național 13, spre Sighișoara, a fost recepționat în data de 30 octombrie 2009. Acesta are o lungime de 6,43 km, o lățime a carosabilului de 7 metri, și include un pasaj peste Magistrala CFR 300 și două poduri, peste râurile Durbav și Timișul Sec.
Lucrările la acest tronson au început în luna martie 2008 și au fost executate de asocierea dintre firmele Concefa și UMB Spedition. Costul proiectului a fost de 81,8 milioane lei, iar prin implementarea sa, distanța dintre DN11 și DN13 a fost redusă de la 11 km (9 km în intravilan și 2 km în extravilan) la 6,43 km (situați în extravilan), ceea ce a dus la atât la creșterea vitezei de deplasare, cât și la scăderea timpului de parcurgere a distanței.
|              | Viteza în intravilan | Viteza în extravilan | Timp fără ocolitoare | Timp cu ocolitoare |
| ------------ | -------------------- | -------------------- | -------------------- | ------------------ |
| Autoturisme  | 18 km/h              | 70 km/h              | 32 min               | 5 min              |
| Autocamioane | 12–14 km/h           | 30–40 km/h           | 42–49 min            | 10–13 min          |

Pe acest tronson se are de asemenea în vedere amenajarea unui pasaj peste varianta de ocolire, la intersecția cu Drumul Județean 103, spre Sânpetru, precum și dublarea sa la două benzi pe sens. În acest sens, lucrările au fost atribuite la data de 17 iunie 2014 asocierii de firme Viarom Construct SA – Maxidesign SRL – Beta Cops SRL, care a oferit un preț de 64,41 milioane de lei, fără TVA, respectiv de 79,86 milioane de lei cu tot cu TVA. Deși termenul de finalizare era sfârșitul anului 2015, la data aceasta tronsonul se afla încă în construcție, astfel că lucrările au fost fazate, iar termenul de execuție a fost împins până la 30 iunie 2016.

### Tronsonul III: DN13–DN1
Tronsonul al treilea a fost atribuit pentru construire companiei brașovene de constrcuții Vectra Service. Lucrările au inceput la data de 28 martie 2012, iar deschiderea circulației s-a făcut la data de 3 decembrie 2013. Tronsonul măsoară 6,3 km și face legătura între Drumul Național 13 și Drumul Național 1, la ieșirea din oraș spre Sibiu.
Lucrările de artă de pe acest tronson includ un pasaj peste Drumul Național 13, două pasaje peste varianta de ocolire pe Drumul Județean 103C, respectiv pe Strada Institutului, și un pasaj peste Drumul Național 1 și Magistrala CFR 200. Costul total al lucrărilor însumează 97,5 milioane lei, din care 85% reprezintă contribuția nerambursabilă a Uniunii Europeane prin Fondul European de Dezvoltare Regională, iar restul de 15% reprezintă finanțare de la bugetul de stat.
Platforma drumului are câte două benzi pe sens cu o lățime totală de 14 metri și separator median din beton de 1,5 metri. Tronsonul se află în administrarea Companiei Naționale de Autostrăzi și Drumuri Naționale,.